# Egyptian Second Division
Die Egyptian Second Division (arabisch دوري الدرجة الثانية المصري, DMG Daurī ad-daraǧa aṯ-ṯāniyya al-maṣrī; auch Egyptian Premier League B) ist die zweithöchste ägyptische Profifußball-Liga. Sie wurde 1977 gegründet.
Die Meisterschaft besteht aus drei Gruppen (A,B,C) und jede dieser Gruppen besteht aus jeweils zwölf Mannschaften. In jeder der drei Gruppen gibt es ein Ligasystem, bei dem jeder Verein in Hin- und Rückspielen gegen jeden anderen Verein der Gruppe antritt. Die Vereine der Gruppen, die nach dem letzten Spieltag oben an der Tabelle stehen, steigen in die Egyptian Premier League auf. Die aktuelle Struktur des Wettbewerbs wurde erstmals in der Saison 2019/20 eingeführt. Davor spielten jeweils zwischen 4 und 19 Mannschaften in drei bis sechs Gruppen.
In der Egyptian Second Division sind nicht mehr als drei ausländische Spieler pro Mannschaft erlaubt.

## Mannschaften 2019/20

### Gruppe A
- Asyut Petroleum SC
- Aluminium Naq Hammadi
- Bani Sweef
- Derot
- El Alameen FC
- El Minya SC
- Fayoum FC
- National Bank of Egypt SC
- Shaban M Qana
- Sohag SC
- Tahta SC
- Telephonat Beni Suef SC[1][2]

### Gruppe B
- Al Nassr FC
- Al Qana'a
- Al Zarka SC
- Coca-Cola FC
- El Dakhleya SC
- Gomhoryet Shebin
- Marekh
- Nogoom FC
- Petrojet FC
- Serameka
- Suez SC
- Tersana SC[1][2]

### Gruppe C
- Abou Qir Fertilizers SC
- Ala'ab Damanhour SC
- Al Hammam SC
- Baladiyet El Mahallah
- Beila
- Dekernes
- El Mansoura SC
- Ghazl El Mahalla SC
- Maleyeit Kafr El Zayiat
- Olympic Club
- Pharco FC
- Raja CA[1][2]

## Meisterschaften, Modus und Aufsteiger

### 2011/12
Die Saison 2011/12 wurde aufgrund der Revolution abgebrochen. Es gab keinen Aufsteiger in die Premier League.

### 2012/13
Die Saison 2012/13 wurde nicht fertig gespielt. Aufgestiegen in die Premier League ist El Minya FC und El Raja Matruh.

### 2013/14
In der Saison 2013/14 wurde mit sechs Gruppen an 14 Mannschaften gespielt, wobei die ersten vier Mannschaften jeder Gruppe in einem Play-off-System den Aufstieg für die Saison 2015/16 in die Premier League ausmachten. Obwohl die Saison nicht komplett gespielt wurde, stiegen am Schluss Al Nasr SC, Alassiouty Sport und Ala’ab Damanhour in die Premier League auf.

### 2014/15
In der Saison 2014/15 wurde mit sechs Gruppen an 13 Mannschaften gespielt, wobei die ersten drei Mannschaften jeder Gruppe in drei Play-off-Gruppen eingeteilt wurden, in welchen jeweils die Gruppensieger auf die Saison 2015/16 in die Premier League aufstiegen.
Aufsteiger der Play-off-Gruppen:
| Gruppe     | A        | B                 | C                   |
| ---------- | -------- | ----------------- | ------------------- |
| Aufsteiger | Aswan SC | El-Entag El-Harby | Ghazl El Mahalla SC |

### 2015/16
In der Saison 2015/16 wurde mit sechs Gruppen an 11 Mannschaften gespielt, wobei die Gruppensieger zwei Play-off-Spiele (Hin- und Rückspiel) gegen einen anderen Gruppensieger austrugen, um die Aufsteiger in die Premier League der Saison 2016/17 auszumachen.
Folgende Mannschaften gewannen die Gruppenphase:
| Gruppe | A                 | B          | C          | D            | E        | F                   |
| ------ | ----------------- | ---------- | ---------- | ------------ | -------- | ------------------- |
| Sieger | Al Assiouty Sport | Al Nasr SC | Tersana SC | Al Sharkeyah | Tanta SC | Ala'ab Damanhour SC |

Al Nasr SC, Al Sharkeyah, Tanta SC
Play-off-Spiele:
| Gruppen    | A vs. B                                    | B vs. C                               | E vs. F                          |
| ---------- | ------------------------------------------ | ------------------------------------- | -------------------------------- |
| Hinspiel   | Al Nasr SC 1:1Al Assiouty Sport            | Tersana SC 0:0 Al Sharkeyah           | Tanta SC 1:0 Ala'ab Damanhour SC |
| Rückspiel  | Al Assiouty Sport 1:1 Al Nasr SC 2:3 n. P. | Al Sharkeyah 0:0 Tersana SC 6:5 n. P. | Ala'ab Damanhour SC 0:0 Tanta SC |
| Aufsteiger | Al Nasr SC                                 | Al Sharkeyah                          | Tanta SC                         |

### 2016/17
In der Saison 2016/17 wurde mit drei Gruppen gespielt, wobei der jeweils Erstplatzierte auf die Saison 2017/18 in die Premier League aufstieg. Gruppe A hatte 17 Mannschaften, Gruppe B spielte mit 19 Mannschaften und Gruppe C spielte mit 18 Mannschaften. Das führte dazu, dass durch den Ligamodus alle Gruppen unterschiedlich viele Spieltage hatten.
Aufgestiegen sind folgende Mannschaften:
| Gruppe     | A                 | B          | C              |
| ---------- | ----------------- | ---------- | -------------- |
| Aufsteiger | Al Assiouty Sport | Al Nasr SC | El Raja Matruh |

### 2017/18
In der Saison 2017/18 wurde mit drei Gruppen an 16 Mannschaften gespielt, wobei der jeweils Erstplatzierte auf die Saison 2018/19 in die Premier League aufstieg.
Aufgestiegen sind folgende Mannschaften:
| Gruppe     | A           | B         | C                  |
| ---------- | ----------- | --------- | ------------------ |
| Aufsteiger | El Gouna FC | Nogoom FC | Haras El-Hodood SC |

### 2018/19
In der Saison 2018/19 wurde mit drei Gruppen an 14 Mannschaften gespielt, wobei der jeweils Erstplatzierte in die Premier League aufstieg.
Aufgestiegen sind folgende Mannschaften:
| Gruppe     | A        | B       | C        |
| ---------- | -------- | ------- | -------- |
| Aufsteiger | Aswan SC | FC Masr | Tanta SC |